# Galapagosia minuta
Galapagosia minuta là một loài ruồi trong họ Tachinidae.